# 基臨尼師今

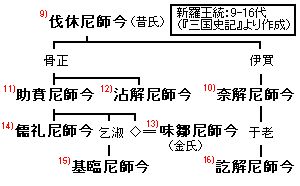
三国史记中的新罗国世系

基臨尼師今（？—310年），新羅第15代君主。助賁王與嘉凰夫人之孫、父乞淑（或稱乞淑為助賁王之孫），母為奈解王與紅帽夫人之女阿爾兮夫人。
公元307年，改國號為新羅。